# Raoul Vázquez García
Raoul Vázquez García   (Montgat, 19 de març de 1997) és un cantant, compositor i músic espanyol. Va començar a guanyar notorietat a la fi de 2016 amb la seva participació en la quarta edició del concurs de talents La Voz. Encara que el seu salt a la fama va arribar un any més tard, a la fi de 2017, al participar en la novena temporada d'Operación Triunfo. En desembre de 2018 va col·laborar amb Belén Aguilera en el seu primer tema, «Tus monstruos». Posteriorment, en juny de 2019, va llançar el seu primer single en solitari «Estaré ahí».

## Inicis
Raoul va néixer a Barcelona, és el segon fill de Susana García i Manuel Vázquez. El seu germà gran és el futbolista Álvaro Vázquez A causa de la professió del seu germà, Raoul va haver de mudar-se als 14 anys a Swansea. Tot i que sempre va voler ser cantant, no va ser fins als 16 anys que es va decidir a seguir aquest camí, quan una professora del seu institut el va motivar a prendre classes de cant i interpretació, i a presentar-se a càstings. Així, va iniciar la seva formació en tècnica vocal a Gal·les, formació que continuaria en tornar a Espanya.

## La Voz 2016
A l'octubre de 2016 es va presentar a les «Audiciones a Ciegas» del concurs de talents La Voz que, aleshores, emetia Telecinco, interpretant «Jar Of Hearts» de Christina Perri, i aconseguint que Melendi el fitxés per al seu equip. Es va enfrontar al seu company Job Navarrete en la fase de batalles, interpretant el tema «Impossible» de James Arthur, aconseguint romandre en el programa. Va ser  eliminat a les portes dels quarts de final amb la seva interpretació de «I’m Not The Only One» de Sam Smith. Tot i l'eliminació, Melendi va sol·licitar a Universal Music la cessió de la carrera de Raoul per a ajudar-lo a llançar el seu primer treball al mercat.

## Operación Triunfo 2017

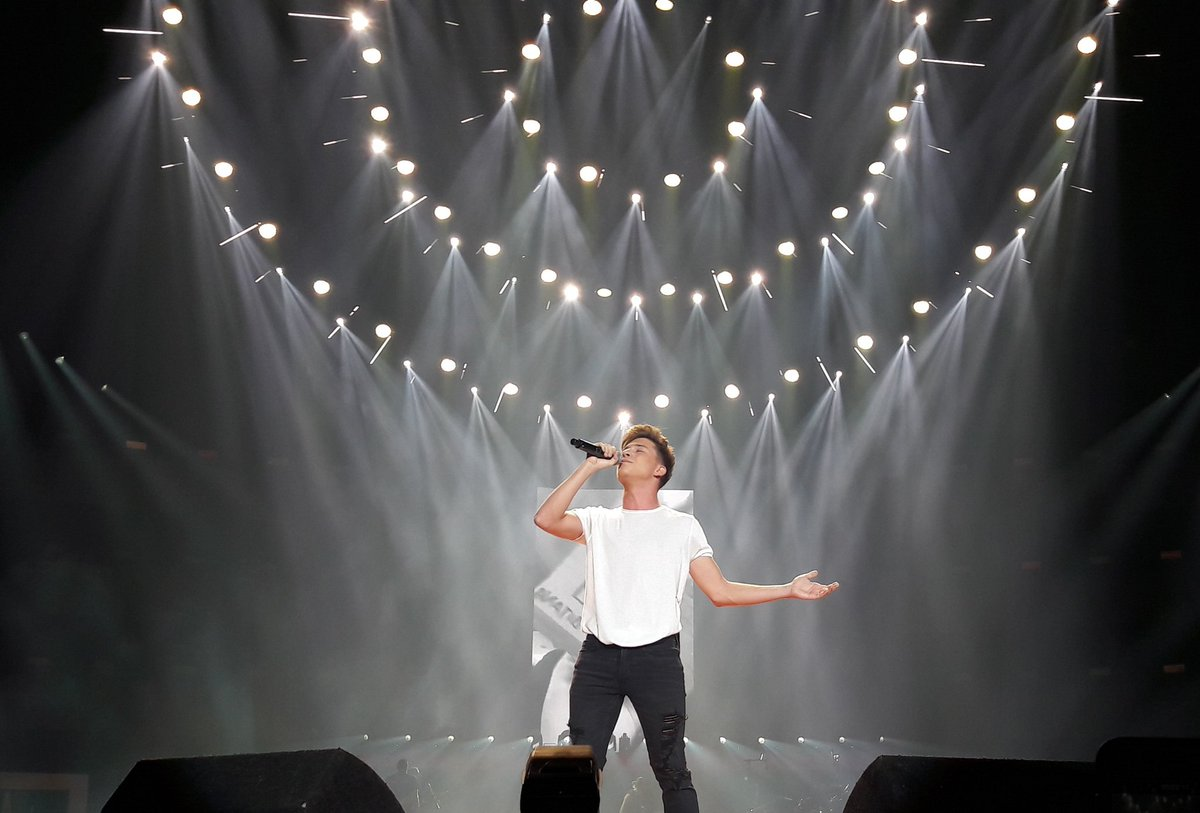
Raoul Vázquez en el Wizink Center

A la primavera de 2017, mentre treballava en un hotel d'Eivissa com a mosso d'equipatge i cantant, es va presentar als càstings d'Operación Triunfo, programa que tornava a TVE després de sis anys sense ser emès. A l'octubre va ser seleccionat per entrar a l'acadèmia defensant en directe, durant la Gala 0 de l'edició, «Catch and Release» de Matt Simons. Durant el seu pas pel programa va destacar per la seva versió de "Million Reasons" de Lady Gaga. Finalment Raoul va ser el setè expulsat amb un 46% dels vots, enfront al 54% del seu company Cepeda. Acabat el concurs, els setze participants de l'edició van iniciar una gira de vint-i-cinc concerts per tot Espanya, entre febrer i desembre de 2018, en llocs com l'Estadio Santiago Bernabéu, davant 60 000 persones, o tres vegades en el Palau Sant Jordi, davant d'un total de 51.000 persones. Durant els concerts va interpretar cançons corals juntament amb la resta de concursants, «Million Reasons» en solitari, i «Manos vacías» de Miguel Bosé a duo amb el company Agoney, un tema que ambdós van convertir en referent de lluita contra l'homofòbia.

## Des del 201
Després del seu pas per Operación Triunfo, va signar amb Universal Music per a llançar la seva carrera com a cantant. Durant la primera meitat de 2018, Raoul va treballar juntament amb tres companys d'edició - Mimi Doblas, Nerea Rodríguez i Agoney - en la formació d'un grup musical sota el nom «Delta», projecte que es va descartar i finalment cadascun va emprendre el seu camí en solitari.
A l'octubre de 2018 va participar al festival Coca-Cola Music Experience, celebrat en el WiZink Center de Madrid, on va estrenar una versió prèvia del seu primer single «Estaré ahí» davant 15.000 persones. A més, durant aquest mateix mes, Javier Calvo i Javier Ambrossi, “los Javis”, fitxen a Raoul per a interpretar el paper de Déu al musical "La Llamada" que es representa en el Teatro Lara de Madrid. Raoul també participa en la gira d'aquest musical per tot Espanya durant 2019 i 2020. Al desembre de 2018 va llançar "Tus monstruos", col·laborant amb la seva amiga Belén Aguilera, un tema compost per ella mateixa i que ja havia publicat en solitari a la tardor d'aquell mateix any.
A l'abril de 2019 va publicar juntament amb Nerea Rodríguez el tema «Por ti» que forma part de la banda sonora de la pel·lícula «Terra Willy: Planeta desconocido» els ingressos del qual es van destinar a la fundació Pequeño Deseo.
El 20 de juny de 2019 va sortir al mercat «Estaré ahí», el seu primer single en solitari. Una balada, de la qual és intèrpret, compositor i coproductor, basada en les seves pròpies experiències personals. El videoclip, dirigit per Javier Giner, va aconseguir més de 200 000 reproduccions en YouTube al llarg del primer dia de llançament i el single va arribar a ser número 1 en totes les plataformes de venda digital.
A principis de 2020 Nerea Rodríguez, Ricky Merino i Raoul Vázquez es van embarcar en una gira de concerts anomenada «#3Tour», en la qual oferien "tres concerts en un mateix espai, tres propostes diferents per a un mateix públic." L'espectacle, amb música en directe, va visitar les ciutats de Barcelona, Bilbao, Màlaga i Madrid.
Al febrer de 2020 va participar en Tu Cara Me Suena com a convidat de Nerea Rodríguez per imitar junts a Shawn Mendes i Camila Cabello en la cançó «Señorita». Al setembre d'aquest any, Raoul va treure amb la Mireya Bravo, companya d'Operación Triunfo, el single «Pídeme» que va ser número 1 en les llistes d'Itunes Espanya i Amazon Music.

## Discografia
| Any  | Títol           | Tipus                                               |
| 2018 | Tus monstruos   | Duo amb Belén Aguilera                              |
| 2018 | El mundo entero | Single amb Aitana, Agoney, Ana Guerra i Lola Índigo |
| 2019 | Por ti          | BSO amb Nerea Rodríguez                             |
| 2019 | Estaré ahí      | Primer single en solitari                           |
| 2020 | Pídeme          | Duo amb Mireya Bravo                                |
| 2021 | Caníbales       | Duo amb Hektor Mass                                 |

## Filmografia
El 2016, Raoul va participar en «Jóvenes sin libertad» un curt basat en fets reals i que tracta sobre l'assetjament escolar que pateix un jove transsexual.
El 2018, va gravar juntament amb quatre dels seus companys d'Operación Triunfo: Aitana Ocaña, Ana Guerra, Mimi Doblas i Agoney Hernández; i del raper canari Maikel Delacalle, l'anunci de Coca-Cola per a televisió «El mundo entero».
El 2019, es va estrenar la pel·lícula d'animació francesa «Terra Willy: Planeta desconocido» en la qual Raoul dobla, al castellà i al català, a Buck, un dels personatges protagonistes de la pel·lícula.
| Any         | Programa                       | Canal     | Notes      |
| 2016        | La Voz                         | Telecinco | Aspirant   |
| 2017 - 2018 | Operación Triunfo 2017         | La 1      | Concursant |
| 2019        | La mejor canción jamás cantada | La 1      | Convidat   |
| 2020        | Tu cara me suena               | Antena 3  | Convidat   |